# District d'Orgelet
Le district d'Orgelet est une ancienne division territoriale française du département du Jura de 1790 à 1795.
Il était composé des cantons de Orgelet, Arinthod, Aromas, Clairvaux, Francamour et Allomat, Gigny, Julien le Guerrier et Petites Chiettes.